# Бэчилэ, Илинка
Мария Илинка Бэчилэ (рум. Maria Ilinca Băcilă; род. 17 августа 1998, Тыргу-Муреш, Румыния), также известна как просто Илинка — румынская певица и йодлер. Вместе с Алексом Флорей она представляла Румынию на конкурсе Евровидение 2017 с песней «Yodel It!», где они заняли седьмое место. Илинка также участвовала в 4-м сезоне шоу «Голос Румынии», во втором сезоне конкурса Românii au talent (местной версии британского шоу Got Talent) и в третьем сезоне X Factor с музыкальным коллективом Trupa Quattro. Считается уникальной исполнительницей йодля.